# Сокол Митровський
Сокол Митровський (мак. Сокол Митровски; нар. 16 березня 1948, с. Кучково) — мер общини Ґьорче-Петров від ВМРО-ДПМНЕ в період з 2005 по 2017 рік. Військовий у відставці.

## Біографія
Сокол Митровскі народився 16 березня 1948 року в селі Кучково поблизу Скоп'є. Походить із шахтарської родини. Після закінчення середньої школи імені Кочо Раціна у Скоп'є він продовжив навчання у Військовій академії в Белграді, а потім відправився до військового коледжу в Парижі. Зробив успішну військову, дипломатичну та політичну кар'єру. Сьогодні він генерал у відставці. Він є одним із засновників факультету оборони в Скоп'є, а також багаторічним професором Військової академії. Був членом Кабінету міністрів і ад'ютантом колишнього президента Киро Глигорова і покійного президента Бориса Трайковського. Також у своїй кар'єрі був військовим аташе в Парижі та Софії.
Тричі перемагав у боротьбі за посаду мера муніципалітету Ґьорче-Петрова. У 2005 році він переміг як незалежний кандидат, а на місцевих виборах 2009 року був кандидатом від правлячої ВМРО-ДПМНЕ. На місцевих виборах 2013 року з невеликою перевагою переміг суперника Александра Наумовського після повторного голосування на двох виборчих дільницях. Його перемогу оскаржила опозиційна СДСМ, і проти нього було подано позов до адміністративного суду за порушення виборів.
1 листопада 2017 року його затримали за звинуваченням у зловживанні службовим становищем і повноваженнями.
Одружений, батько двох дорослих дітей і дідусь чотирьох онуків. Хобі - полювання.

## Зовнішні посилання
- Біографія Архівовано 17 травня 2013 року. (мак.)
- Новини про Сокола Митровського Архівовано 17 травня 2013 року. (мак.)
- Профіль на сторінці муніципалітету Ґьорче-Петрова (мак.)
- Інтерв'ю газеті "Вечір". (мак.)